# 黃高鰭刺尾魚
黃高鰭刺尾魚（学名：Zebrasoma flavescens），又稱黃高鰭刺尾鯛，俗名黄金吊、黃三角、黃三角倒吊，是輻鰭魚綱鱸形目刺尾魚亞目刺尾鱼科的一種。因為長相類似、容易跟黃倒吊搞混，但黃倒吊是印尼的觀賞魚種，也就是被稱作一字倒吊的刺尾魚。1828年，英國博物學家愛德華·特納·班尼特首次正式描述為Acanthurus flavescens。

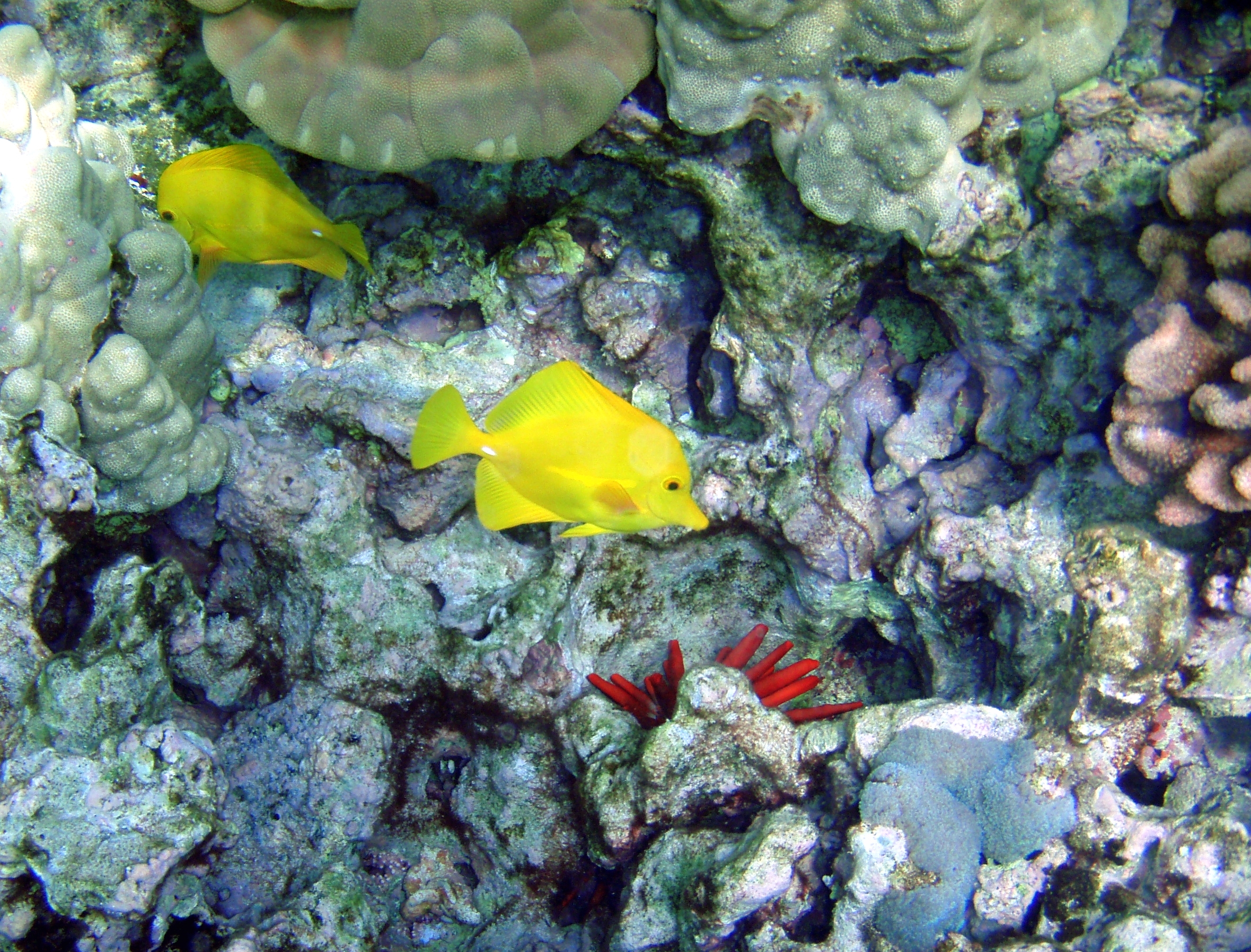
在夏威夷群島拍攝的黃高鰭刺尾魚

## 分布
本魚分布於太平洋區，包括琉球群島、台灣、馬里亞納群島、馬紹爾群島、帛琉、密克羅尼西亞、夏威夷群島等海域。

## 深度
水深2至46公尺。

## 特徵
本魚體型為卵圓形而側扁，吻突出。口小，端位，上下頜齒較大，齒固定不可動，扁平，邊緣具缺刻。成魚的頭及身體呈一致的鮮黃色，死後不久即成棕色。在體側中央有許多淡色縱線，背鰭及臀鰭硬棘尖銳，尾柄兩側各有一長棘，其前方有許多毛狀突起。尾鰭截形。幼魚體白，上有許多淡棕色橫線，背鰭及臀鰭鰭條均較成魚長。背鰭硬棘5枚、背鰭軟條23至26枚、臀鰭硬棘3枚、臀鰭軟條19至22枚。體長可達15公分。

## 生態
棲息於珊瑚繁茂的礁湖及向海礁坡，海浪帶下方，通常單獨或形成一個鬆散的小群體在附生於石上的藻叢中活動。喜食藻類，但也以底生生物為食。

## 經濟利用
體色鮮艷，為高價值的觀賞魚，常會和黃倒吊搞混，因而稱作黃三角居多，但他的價格是黃倒吊的兩倍以上。

## 外部連結
- 台灣生物 TaiBNet （页面存档备份，存于） Zebrasoma flavescens 黃高鰭刺尾魚
- 國立海洋生物博物館 （页面存档备份，存于） Zebrasoma flavescens 黃高鰭刺尾魚
- AquariumDomain （英文） 鹹水水族箱資訊

1. ↑  Abesamis, R.; Choat, J.H.; McIlwain, J.;  et al. . The IUCN Red List of Threatened Species. 2012: e.T178015A1521949  [19 November 2021]. doi:10.2305/IUCN.UK.2012.RLTS.T178015A1521949.en .